# 短鰭擬銀眼鯛
短鰭擬銀眼鯛為輻鰭魚綱金眼鯛目燧鯛亞目黑銀眼鯛科的其中一種，分布於全球各大洋熱帶至溫帶海域，屬深海魚類，棲息深度可達600公尺，體長可達37公分，屬肉食性。

## 擴展閱讀
維基物種上的相關：短鰭擬銀眼鯛